# Paul Mikat
Paul Mikat (né le 10 décembre 1924 à Scherfede et mort le 24 septembre 2011 à Düsseldorf) est professeur allemand de droit civil, d'histoire du droit et de droit canonique, homme politique (CDU) et de 1962 à 1966 ministre de l'Éducation de Rhénanie-du-Nord-Westphalie.

## Biographie
Paul Mikat est l'enfant illégitime d'un médecin et historien de l'art et d'un prêtre. Il est adopté et élevé par Leo Mikat, un dirigeant protestant à Krupp, et sa femme, une enseignante catholique.
Mikat étudie à l'école Marianum à Warburg et le droit à l'université rhénane Frédéric-Guillaume de Bonn. En 1954, il obtient un doctorat en droit canonique avec la thèse l'impuissance sexuelle comme un obstacle au mariage. Il termine son habilitation en 1956.
En 1949, il devient membre du KDSt.V. Rheinfels Bonn (fusionné plus tard avec KDSt.V. Ascania Bonn) dans le CV.
En 1957, il accepte un appel à la chaire de droit allemand, de droit civil, de droit commercial et de droit ecclésial à l'Université de Wurtzbourg. Là, il est directeur de l'Institut de droit allemand et de l'Institut d'histoire juridique de l'Église jusqu'en 1965. En 1965, il accepte un poste à l'Université de la Ruhr à Bochum, où il est professeur ordinaire de droit civil, d'histoire du droit et de droit religieux jusqu'à sa retraite en 1990.

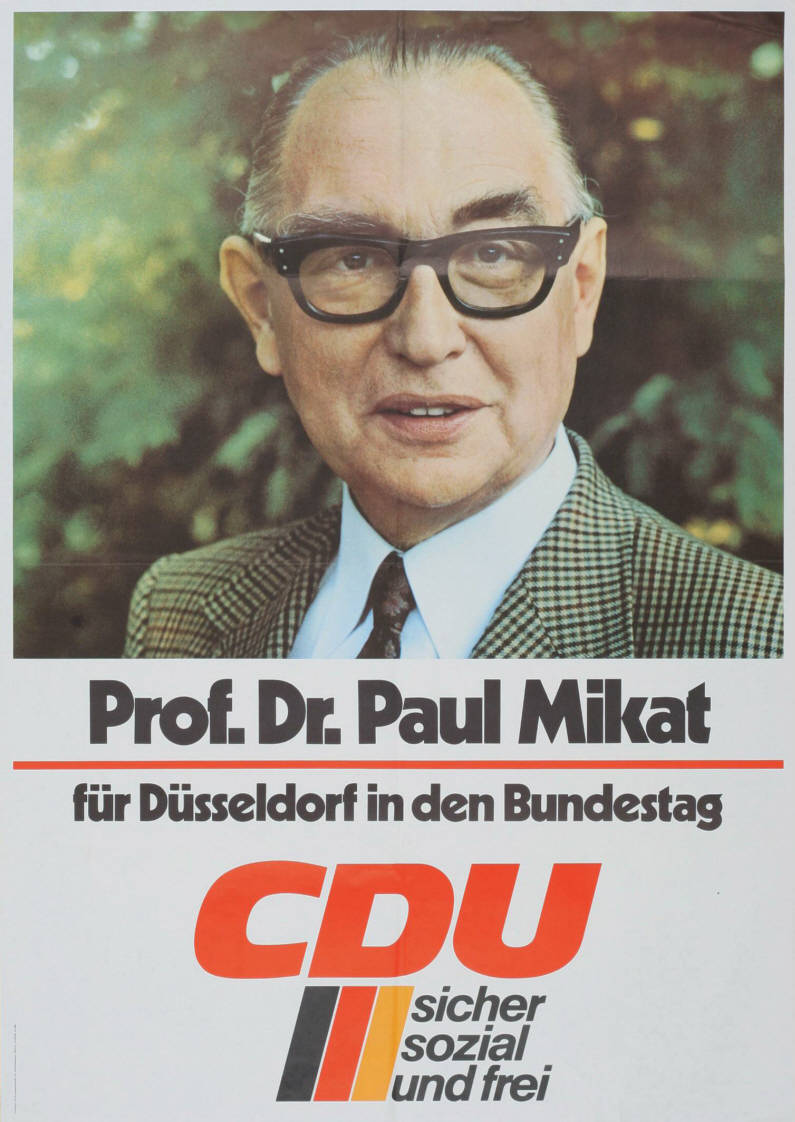
Affiche du candidat à l'élection fédérale de 1980

En 1962, Mikat est nommé ministre de l'Éducation de Rhénanie-du-Nord-Westphalie; il occupe ce poste jusqu'à ce qu'il passe à une coalition social-libérale en 1966. Pendant ce temps, des mesures sont prises pour remédier à la pénurie d'enseignants en faisant entrer dans la fonction publique de nouveaux enseignants de courte durée qui n'ont pas les carrières classiques des études, premier et deuxième examens d'État. Ces enseignants sont connus sous le nom de « petits chatons » ou "Mikater".
En raison du grand nombre de décrets et d'ordres, une unité de temps est nommée en plaisantant en son honneur, qui comprend la distance moyenne entre deux décrets.
De 1966 à 1969, il est membre du Landtag de Rhénanie-du-Nord-Westphalie.  De 1969 à 1987, il est député du Bundestag.
Mikat occupe également plusieurs autres fonctions: en 1987, il est nommé président de la Commission des régions minières et en 1998 président de la Commission de l'énergie du gouvernement fédéral. Sous sa direction, la soi-disant «Commission Mikat» développe une perspective pour l'extraction de la houille allemande à partir de 1989 après l'expiration du contrat du siècle. Il est également président du comité fondateur de la Faculté de droit de l'Université de Düsseldorf et du comité fondateur de l'Université de Bielefeld ainsi que membre de l'Académie des sciences et des arts de Rhénanie du Nord-Westphalie, dont il est président de 1998 à 2001. Mikat est également membre correspondant de l'Académie autrichienne des sciences. De 1967 à 2007, il est président de la Société Görres Depuis 1983, il est membre du conseil d'administration de la Fondation Peter Klöckner et depuis 1984 membre du conseil d'administration de la Fondation Alfried Krupp von Bohlen und Halbach .
Lorsque le prix de la paix du commerce du livre allemand est décerné en 1966, Paul Mikat est le laudateur du cardinal Augustin Bea (1881-1968) et du théologien réformé néerlandais Willem Adolf Visser 't Hooft (1900-1985).
En octobre 2009, des documents sont soumis selon lesquels Mikat est membre du NSDAP (numéro de membre 9.596.776; date d'admission 23 avril 1943). Cela déclenche une controverse publique, au cours de laquelle Mikat ne fait aucun commentaire.

## Honneurs
- 1965: Chevalier de l'ordre contre le sérieux
- 1969: Grand Commandeur) de l'ordre de Saint-Grégoire-le-Grand
- 1969: Commandeur de l'ordre du Mérite de la République fédérale d'Allemagne
- 1974: Grand officier de l'ordre du Mérite de la République fédérale d'Allemagne
- 1983: Sénateur honoraire de l'université de Bielefeld[5]
- 1984: Grand commandeur de l'ordre du Mérite de la République fédérale d'Allemagne
- 1986: Ordre du Mérite de Rhénanie-du-Nord-Westphalie
- 1988: Doctorat honoris causa de la faculté de médecine de l'Université de Düsseldorf[6]
- 1990: Doctorat honoris causa de l'Université catholique de Lublin
- 1993: Citoyen de la région de la Ruhr de l'association pro Ruhr
- 1994: Prix d'État de Rhénanie-du-Nord-Westphalie
- 1994: Ordre du Mérite des Saints Rupert et Virgile de l'Archidiocèse de Salzbourg (Grande Médaille d'or avec étoile)[7]
- 1998: Doctorat honoris causa de l'Université technique de Dortmund[8]
- 2004: Doctorat honoris causa de la faculté de droit de l'Université de Düsseldorf
- 2005:  Grand-croix de l'ordre de Saint-Grégoire-le-Grand
- 2007: Anneau d'honneur de la Société Görres
- 2009: Citoyen d'honneur de l'Université de la Ruhr à Bochum[9]

Il est également sénateur honoraire de l'Université de Düsseldorf et reçoit trois doctorats honoris causa supplémentaires avant 1998.

## Fondations
- 1992: Fondation Paul Mikat dans le but de promouvoir la recherche et l'enseignement à l'Université Heinrich Heine de Düsseldorf, notamment en soutenant la Faculté de droit. L'actif de la fondation le 31 décembre 2007 était de 82 000 €.

## Publications (sélection)
- (zusammen mit Leonhard Küppers): Der Essener Münsterschatz. Fredebeul & Koenen, Essen 1966.
- (zusammen mit Helmut Schelsky): Grundzüge einer neuen Universität. Zur Planung einer Hochschulgründung in Ostwestfalen. Bertelsmann, Gütersloh 1967.
- Scheidungsrechtsreform in einer pluralistischen Gesellschaft. Gieseking, Bielefeld 1970.
- Zur rechtlichen Bedeutung religiöser Interessen. Rheinisch-Bergische Druckerei- u. Verl.-Ges., Düsseldorf 1973.
- Religionsrechtliche Schriften. Zwei Bände (= Staatskirchenrechtlich Abhandlungen, Bd. 5). Duncker & Humblot, Berlin 1974,  (ISBN 3-428-03262-4).
- Dotierte Ehe – rechte Ehe. Zur Entwicklung des Eheschließungsrechts in fränkischer Zeit. Westdeutscher Verlag, Opladen 1978,  (ISBN 3-531-07227-7).
- (als Herausgeber): Kirche und Staat in der neueren Entwicklung (Wege der Forschung, Bd. 566). Wissenschaftliche Buchgesellschaft, Darmstadt 1980,  (ISBN 3-534-08166-8).
- Rechtsprobleme der Schlüsselgewalt. Westdeutscher Verlag, Opladen 1981,  (ISBN 3-531-07255-2).
- Geschichte, Recht, Religion, Politik. Zwei Bände. Schöningh, Paderborn 1984,  (ISBN 3-506-75600-1).
- Ethische Strukturen der Ehe in unserer Zeit. Zur Normierungsfrage im Kontext des abendländischen Eheverständnisses. Schöningh, Paderborn 1987,  (ISBN 3-506-75601-X).
- Die Inzestgesetzgebung der merowingisch-fränkischen Konzilien (511 - 626/27) (= Rechts- und staatswissenschaftliche Veröffentlichungen der Görres-Gesellschaft, N.F., Bd. 74). Schöningh, Paderborn 1994,  (ISBN 3-506-73375-3).
- Spektrum. Aufsätze und Reden. Schöningh, Paderborn 1995,  (ISBN 3-506-75602-8).
- Konflikt und Loyalität. Bedingungen für die Begegnung von früher Kirche und römischem Imperium. Schöningh, Paderborn 2007,  (ISBN 978-3-506-76430-0).